# Débéré-Diouldé
Pour les articles homonymes, voir Débéré.
Débéré-Diouldé est une localité située dans le département de Bani de la province du Séno dans la région Sahel au Burkina Faso.